# Христианское кладбище "Боржель", "Русская секция"
Христианское кладбище «Боржель», «Русская секция» (араб. مقبرة لمسيحين ببورجل تونس‎) — одно из крупнейших мест погребения российских соотечественников, проживавших на территории Тунисской Республики.
На территории кладбища находятся две могилы, включенные в Перечень находящихся за рубежом мест погребения, имеющих для Российской Федерации историко-мемориальное значение (распоряжение Правительства Российской Федерации от 11.11.2010 г. № 1948-р, с изменениями от 28.08.2012 г. № 1551-р, от 04.03.2014 г. № 310-р, от 13.07. 2016 г. № 1493, от 09.06.2017 г. № 1197-р).

## Описание и значение
Христианское кладбище «Боржель» в г. Тунисе (1927 г.) является одним из наиболее значимых мест захоронения русских. Здесь имеется два русских сектора c персональными захоронениями — «Carré Russe I» и «Carré Russe II». На этих русских участках покоится прах контр-адмирала А. И. Тихменева (1879—1959), доктора медицины В. И. Бологовского (1870—1950), личного секретаря греческой королевы Ольги Константиновны М. Г. Гаршина (1883—1943) и многих других россиян. На территории кладбища находится около 200 могил и русская братская (общая) могила. Более десятка русских могил, а также вторая братская расположены на других участках кладбища. В 2004 г. Посольством РФ в Тунисе на русских участках были проведены ремонтные работы. Волонтерами Тунисской ассоциации «Российское наследие» из числа соотечественников и тунисцев на регулярной основе на добровольные пожертвования проводятся работы по содержанию данных участков в достойном виде.

## Известные личности, погребенные на кладбище
На кладбище похоронены многие офицеры Русской эскадры и члены их семей.

### А. А. Рубцов

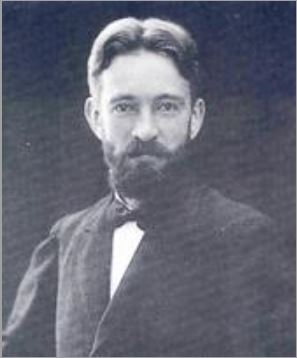
Александр Рубцов (1920-е гг.)

Александр Александрович Рубцов (1884—1949) — живописец, график, публицист, чье творчество одновременно принадлежит русской, французской и тунисской культурам.
Александр Рубцов родился 24 января 1884 г. в Гаванском бесплатном родильном приюте Петербурга. В воспитании будущего художника принимал активное участие один из первых русских импрессионистов, профессор Академии художеств Ян Ционглинский, которого А. Рубцов называл своим гидом по жизни и искусству. Крестная мать художница Екатерина Карловна Вахтер приобщила его с детства к искусству и путешествиям. В 1893—1898 гг. А. Рубцов занимается живописью и рисунком в Школе Общества поощрения художеств. В 1904 г. закончил гимназию, где за отличное поведение, прилежание и успехи был награждён серебряной медалью.

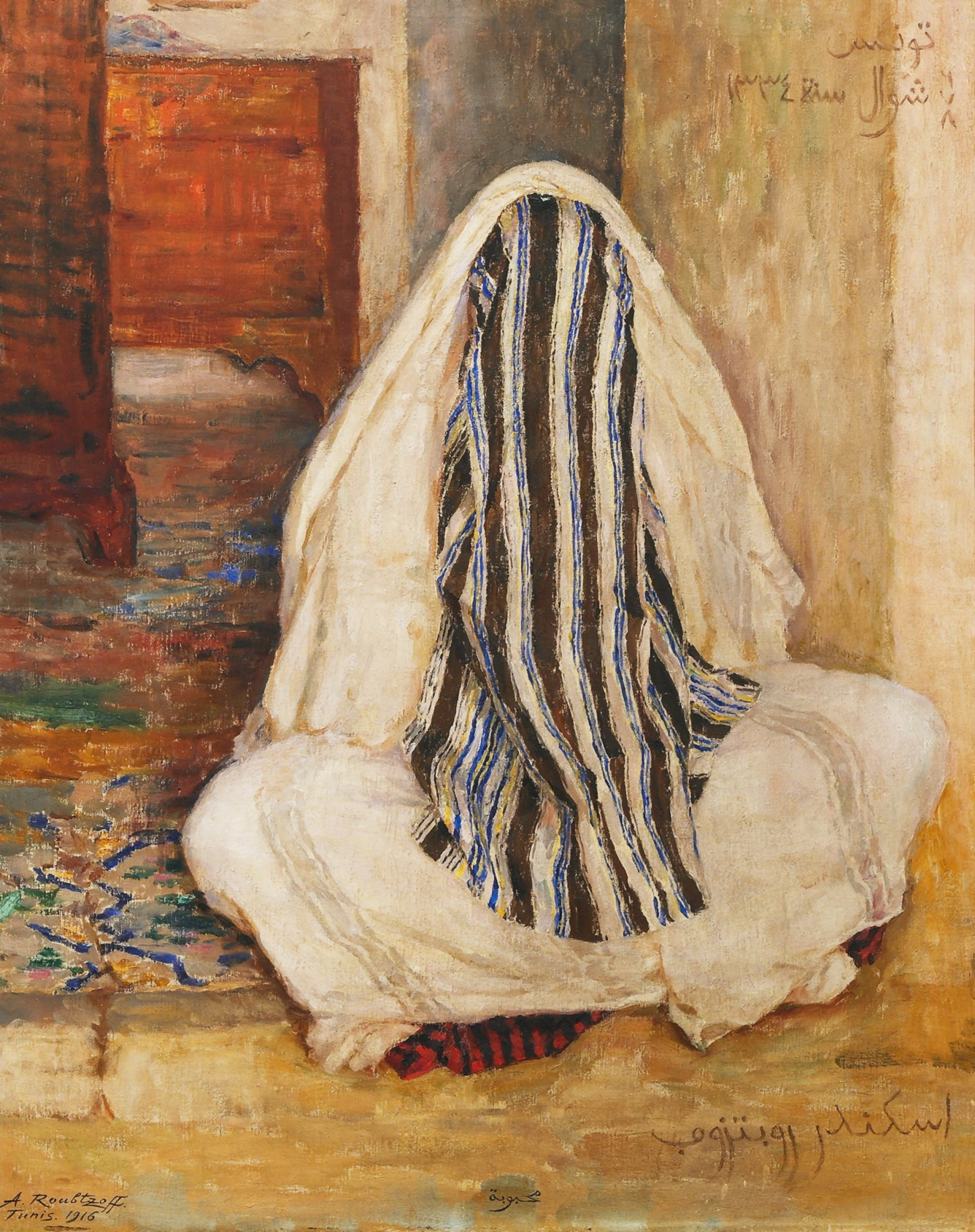
А.Рубцов, Mahbouba 1916 г.

В 1904—1912 гг. А. Рубцов учился в Высшем художественном училище живописи, скульптуры и архитектуры при ИАХ у К. Е. Маковского и И. Е. Репина. Сблизился со многими представителями авангарда, в частности с Н. И. Кульбиным. Входил в основанную им группу «Треугольник» и участвовал в организованных группой выставках «Импрессионисты» в Петербурге (1909, 1910). В 1912 г. за свою конкурсную работу «Интерьер стиля Империи» (называемую иногда «Empire») Рубцов был отмечен Гран-при на академическом конкурсе, получил звание художника и право пенсионерской поездки за границу сроком на четыре года. Посетив ряд стран (Францию, Испанию, Марокко, Германию, Англию), 1 апреля 1914 г. он прибывает в Тунис и путешествует по тунисскому югу. С ноября 1915 г. поселяется в квартире-мастерской в доме № 33 на улице Аль-Джазира на границе арабской и европейской частей г. Туниса. В 1915 г. А. Рубцов пишет в Академию Художеств:
«Сейчас я послал для Академии 24 фотографии с моей живописи — на всякий случай — так как я не знаю, должен ли я в этом году давать что-нибудь для отчета или нет. Продолжаю жить в „атмосфере ориентализма“ и нахожу, что материала для живописи здесь хватит на всю жизнь».
В 1917 г. прерывается связь А. Рубцова с Академией художеств, так как истекает срок пенсионерства. В связи с военными обстоятельствами он ходатайствует о продлении срока, Академия не возражает, но в стипендии отказывает.
В 1920 г. Рубцов впервые принял участие в Тунисском Салоне, где показывает 122 работы, занявших целый зал. Был награждён тунисским орденом Почета (Nichan Iftikar). В этом же году проходит его первая персональная выставка в лондонской галерее Goupil. Путешествует по Англии и Франции. В 1921 г. проходит его персональная выставка в парижской галерее Maneul Frères, в следующем году — трижды выставляется во Франции. В 1923 г. принимает участие в создании тунисской Школы Изящных Искусств (l’Ecole des Beaux-Arts de Tunis). В 1924 г. награждён орденом французской Академии художеств, в этом же году принимает французское гражданство.
Художник писал портреты, пейзажи и жанровые картины. Был постоянным участником Тунисского и Парижского художественных Салонов. Ряд его картин приобретается Тунисским государством («Общий вид Сиди-бу-Саида», «Арабская девочка Туниса» и др.). В 1937 г. его картина «Араб» получает бронзовую медаль Всемирной выставки в Париже.
Интересна публицистическая деятельность А. Рубцова. В 1938—1941 гг. он публикует серию статей о Тунисе в журнале Tunisie, в которых говорит о постепенном исчезновении под влиянием европейского модернизма национальной самобытности арабского Туниса.

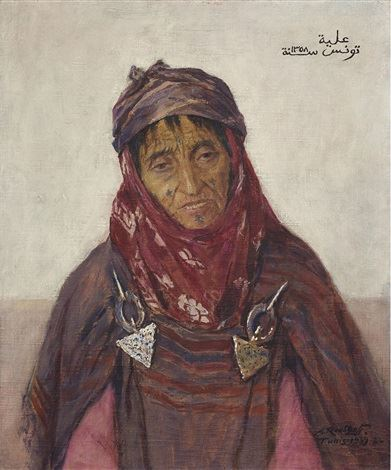
А.Рубцов, Aliya 1939 г.

Мало-помалу в арабском городе старые дома превращаются в руины. Железобетон и бетон все больше и больше распространяются и загромождают Тунис и его окрестности. Интерьеры арабских кафе осквернены миганием и свистом кофеварок, которые заменили старинные «очаги», полные золы, куда хозяин арабского кафе ставил свои крошечные кофейники из жести в форме усеченного конуса, снабженные длинным полуметровым рукавом. Теперь осталось только одно кафе на площади Хальфауин, где можно попробовать настоящий арабский кофе или чай, между тем как в других подают только «французский кофе». Это кафе находится прямо напротив места, где стояла некогда очень красивая и очень старая, слегка склонившаяся смоковница, поваленная ураганом.
Александр Рубцов. Четверть века в Тунисе
В 1940-е гг. принимает активное участие в Тунисском салоне. Выполняет по заказу президента Торговой палаты Туниса картину «Сад Нежма эс-Захра» размером шесть квадратных метров. В 1944 г. выпускает альбом «Улицы Туниса» состоящий из 45 рисунков. В 1947 г. в последний раз посещает Францию для организации своей персональной выставки в галерее La Boètie, участвует в салоне Независимых, Салоне Французской Африки в Музее современного искусства в Париже, в Тунисском Салоне.
Александр Рубцов умер от туберкулеза 26 ноября 1949 г. во французском госпитале в Тунисе. Был похоронен на христианском кладбище Боржель в г. Тунисе (Borgel à Tunis- 50, Avenue Khereddine Pacha‚ Tunis. Carré Russe II). Участок для могилы куплен Гастоном Боглио, основателем общества друзей А. Рубцова и устроителем его последних выставок.

#### Память об А. А. Рубцове

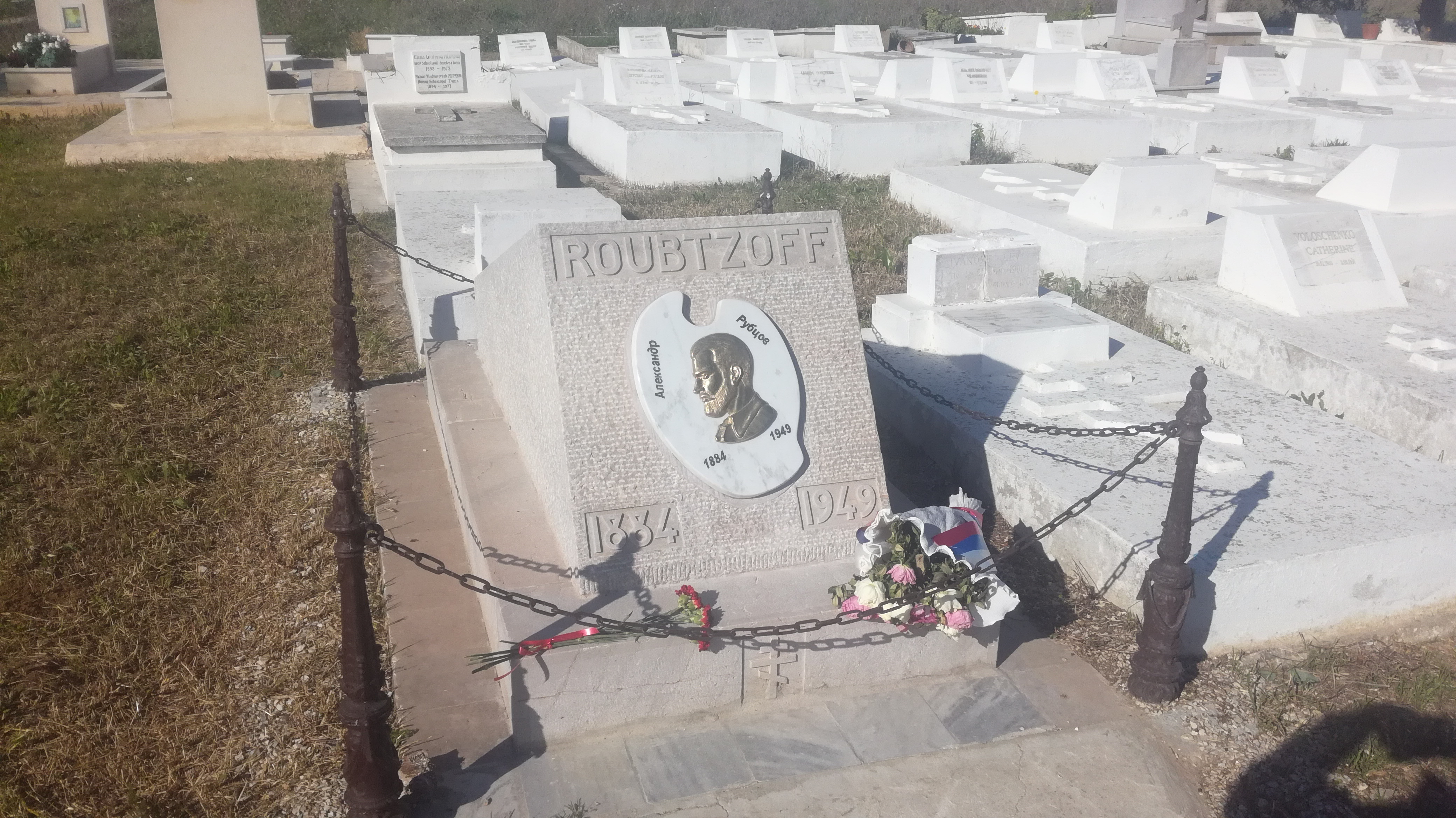
Могила А. А. Рубцова

В 1952 г. была учреждена премия имени Александра Рубцова. Первым лауреатом этой премии стал художник Пьер Бержоль.
Ещё при жизни художника его произведения стали предметом искусствоведческого изучения, музейного и частного коллекционирования. Большинство произведений А. Рубцова находятся в собраниях частных коллекционеров Туниса, Франции и России. Первым русскоязычным изданием, посвященным судьбе А. А. Рубцова, стала книга петербургского искусствоведа Н. О. Гадалиной «Александр Рубцов: петербуржец в Тунисе» (СПб, 2004).
В 2019 г. на могиле А. Рубцова силами Представительства Россотрудничества в Тунисе был установлен барельеф. Утраченный более десятилетия назад барельеф художника был изготовлен на одном из предприятий Челябинской области по инициативе партнера Тунисской ассоциации «Российское наследие» П. И. Науменко — историка русской военно-морской эмиграции в Северной Африке.
В 2019 г. в Москве и Санкт-Петербурге прошла выставка живописи и графики из частной коллекции тунисского коллекционера Мехди Дусса «Между Тунисом и Россией: Ориентализм в живописи Александра Рубцова (1884—1949)».

### М. А. Беренс
Основная статья: М. А. Беренс

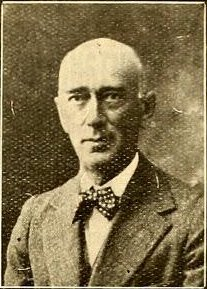
М. А. Беренс

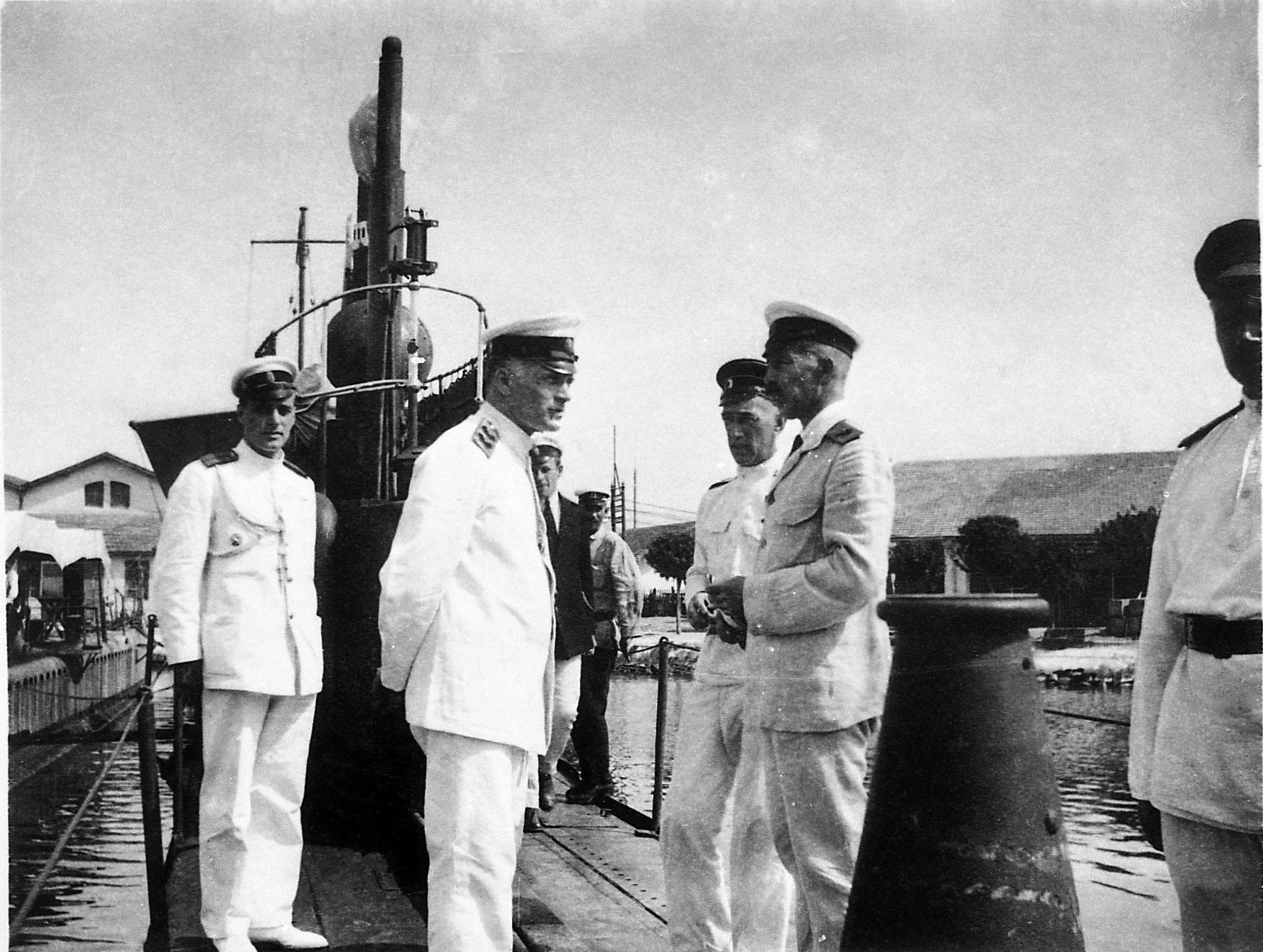
Вице-адмирал М. А. Кедров, контр-адмирал М. А. Беренс, контр-адмирал А. И. Тихменев на подлодке «Тюлень» в Бизерте, июль 1921 года.

Русские топографы в Тунисе. Капитан 2-го р. А. Ф. Ульянин и контр-адмира М. А. Беренс. 1925 г. Из собрания А. В. Плотто

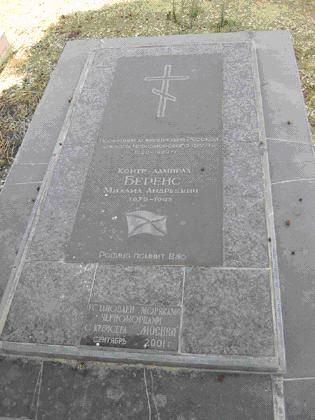
Мемориальная плита на могиле адмирала М. А. Беренса (Тунис).

Бе́ренс Михаи́л Андре́евич (1879—1943) — русский контр-адмирал, командующий Русской эскадрой.
После эвакуации из Крыма и переформирования Черноморского флота в Русскую эскадру 21 ноября 1920 года был назначен младшим флагманом 2-го отряда эскадры.
1920 (декабрь) — один из руководителей перехода Русской эскадры из Константинополя во французскую военно-морскую базу Бизерта (Тунис).
В Бизерте в связи с отъездом вице-адмирала М.А. Кедрова в Париж 31 декабря 1920 года был назначен временно исполняющим должность командующего эскадрой. Командовал Русской эскадрой до её ликвидации 29 октября 1924. Обеспечил ремонт кораблей, сохранение основного состава и продолжение обучения гардемарин в Морском корпусе до разоружения эскадры после признания Францией СССР 29 октября 1924 года. В декабре 1924 года в Бизерту для оценки состояния кораблей Русской эскадры прибыла комиссия, в состав которой входили ученый-кораблестроитель А. Н. Крылов, военно-морской атташе СССР во Франции Е. А. Беренс (родной брат М. А. Беренса), помощник начальника отдела подводного плавания Технического управления РККФ А. А. Иконников, инженеры-механики П. Ю. Орас и Ведерников.
«По протоколу, подписанному 20 декабря, члены миссии обязываются не иметь никаких сношений с населением. Инструкции, адресованные морскому префекту более точны: „Избегать встреч с офицерами и матросами Русской эскадры или их семьями“.
Это драма семьи Беренс!
Из двух братьев старший, Евгений Андреевич Беренс, — бывший главнокомандующий Красным Флотом, вместе с Крыловым состоит во главе советской комиссии.
Младший, Михаил Андреевич, — последний командующий последней Русской эскадрой под Андреевским флагом.
Они так и не встретились!
В день осмотра кораблей советскими экспертами Михаил Андреевич уехал в город Тунис — элементарное выражение по отношению к французским властям, которые не желали этой встречи. Что касается других возможных причин, никто не стал их искать!
Оба были людьми чести. Оба выбрали в служение Родине разные пути. Они встретили революцию на разных постах, и их восприятие происходящего не могло быть одинаковым».
 А. А. Ширинская «Бизерта. Последняя стоянка». СПб, 2003. С. 222.
После ликвидации Русской эскадры М. А. Беренс остался жить в Тунисе, поселившись в пригороде столицы Мегрине. Работал в топографическом отделе сельскохозяйственной дирекции Туниса. В 1930-е годы был уволен с работы, так как не принял французского гражданства. Шил дамские сумочки, делал на продажу деревянные игрушки. Был председателем Кают-компании, которая была образована в Тунисе в 1929 году при Союзе русских офицеров участников Великой Войны. В 1939 г. стал председателем Союза взаимопомощи русских эмигрантов в г. Тунисе. Союз проводил благотворительные вечера, концерты, детские спектакли, помогал оплачивать обучение детям эмигрантов.
М. А. Беренс скончался 20 января 1943 года в Мегрине и был похоронен на местном кладбище.
30 мая 2001 года прах М. А. Беренса был перенесён на кладбище Боржель в г. Тунисе (Borgel à Tunis- 50, Avenue Khereddine Pacha‚ Tunis. Carré Russe I). В сентябре этого же года на могиле М. А. Беренса была установлена памятная плита, доставленная крейсером российского Черноморского флота «Москва». На плите высечены слова: «Родина помнит Вас».